# Kōichirō Morioka
Kōichirō Morioka (japonais : 森岡 紘一朗 ; né le 2 avril 1985 à Isahaya) est un athlète japonais, spécialiste de la marche

## Palmarès
| Date | Compétition                   | Lieu           | Résultat | Épreuve  |
| ---- | ----------------------------- | -------------- | -------- | -------- |
| 2004 | Championnats du monde juniors | Grosseto       | 6e       | 10 000 m |
| 2005 | Universiade                   | Izmir          | 3e       | 20 km    |
| 2005 | Championnats du monde         | Helsinki       | 29e      | 20 km    |
| 2006 | Jeux asiatiques               | Doha           | 3e       | 20 km    |
| 2007 | Championnats du monde         | Osaka          | 11e      | 20 km    |
| 2007 | Universiade                   | Bangkok        | 3e       | 20 km    |
| 2008 | Jeux olympiques               | Pékin          | 16e      | 20 km    |
| 2009 | Championnats du monde         | Berlin         | 11e      | 20 km    |
| 2009 | Championnats du monde         | Berlin         | 18e      | 50 km    |
| 2011 | Championnats du monde         | Daegu          | 5e       | 50 km    |
| 2012 | Jeux olympiques               | Londres        | 10e      | 50 km    |
| 2016 | Jeux olympiques               | Rio de Janeiro | 27e      | 50 km    |